# 中国人民解放军陆军炮兵第七十三旅
炮兵第七十三旅（英語：73rd Artillery Brigade），是中国人民解放军陆军第七十三集团军下属的炮兵旅，驻地福建省南安市。

## 历史概述
该旅前身为1944年12月以淮南津浦路西军分区第18团为基础重建新四军第6旅，后整编为华东野战军第十二纵队第三十四旅，第三十四军第一〇二师。长期以来仅担任守备任务。
1950年1月1日，由第34军102师师部改建为炮兵3师师部（驻南京汤山），与原华东军区特种兵纵队的炮兵第11、12、13团组成炮兵3师，归特种兵纵队建制。师长董尧卿，政治委员王文介。每团装备美式M101榴弹炮36门，为摩托化炮兵师。1950年5月，由炮兵3师师长董尧卿，政治委员王文介奉命统一组织指挥参加解放舟山群岛战斗的炮兵部队，计有炮兵第11团、13团、17团、19团3营和21、22、23、24军的山炮团，共53个炮兵连，186门火炮。
1958年8月，参加金门炮战，其中炮3师师部指挥炮13团归莲河炮群，炮12、39团归厦门炮群。
1985年8月，炮三师缩编为旅划入陆军第三十一集团军建制。2017年改制为炮兵第七十三旅。

## 沿革[2]
- 炮兵第三师——（1950年1月1日-1985年8月）
- 陆军第三十一集团军炮兵旅——（1985年8月-2017年2月）
- 炮兵第七十三旅——（2017年2月至今）